# Be (Japon)
Souvent assimilés au système de corporation, les be (部) rassemblaient, du milieu du Ve au milieu du VIIe siècle au Japon, une collectivité de corvéables, les bemin (部民), au service de la Cour du Yamato et des uji (氏) de façon héréditaire. Un système analogue, les tomo (品部, compagnons), existait auparavant et fut, au fil du temps, assimilé aux be qui, pour leur part, concernaient initialement les étrangers naturalisés (帰化人, kikajin) spécialisés dans des métiers artisanaux. Il existait différents be, comme les hajibe (土師部, potiers), les kinunuibe (衣縫部, tailleurs), les kuratsukuribe (鞍部, selliers) ou encore les kamibe (神部, prêtres shintô qui donnèrent leur nom, contracté, à la ville de Kôbe), qui pouvaient fournir des artisans pour la réalisation de travaux ou des redevances annuelles en nature.
Le succès de ce système particulièrement enrichissant attira l'intérêt des riches familles du Kínai qui organisèrent des be privés, ce qui entraîna une apparition de clans puissants. Comme cela représentait un danger croissant pour la Cour, le système fut aboli par le biais de la Réforme de Taika (646) qui fit des bemin des hommes libres (公民, kômin).

## Sources
- Le Japon : Dictionnaire et civilisation, Louis Frédéric, Editions Robert Laffont, Collection Bouquins, 1470 p, (1999)  (ISBN 2-221-06764-9)
- Dictionnaire historique du Japon, Collectif, Editions Maisonneuve et Larose, Collection Monde Asiatique, 2993 p. (2002)  (ISBN 2-7068-1633-3)